# Pseudopharaphodius phalacronotoides
Pseudopharaphodius phalacronotoides är en skalbaggsart som beskrevs av Vladimir Balthasar 1960. Pseudopharaphodius phalacronotoides ingår i släktet Pseudopharaphodius och familjen Aphodiidae. Inga underarter finns listade i Catalogue of Life.